# Allée couverte von Ribl

## Beschreibung
Die eingetiefte Allée couverte von Ribl (auch Allée couverte von Pont-ar-Bleiz genannt) liegt in den Dünen nördlich von Lampaul-Ploudalmézeau, bei Ploudalmézeau im Département Finistère in der Bretagne in Frankreich.
Das nach Südosten öffnende Galeriegrab, dessen Name auf einen alten Fluss zurückzuführen ist, stammt von etwa 3000 v. Chr. Die Anlage bestand aus zwei etwa 10,5 m langen parallelen Tragsteinreihen, die die Deckenplatten trugen.
Es gibt baulich drei Teile:
- eine kleine Vorkammer von 1,25 m Länge, die die einzige erhaltene Deckenplatte trägt, auf der ein Schälchen zu sehen ist. Die Platte ruht auf vier Tragsteinen, von denen einer zum Gang hin verdreht ist.
- ein Gang von 7,5 m mit einer variablen Breite von 1,0 bis 1,50 m, dessen Wandsteine oft fehlen oder nach innen geneigt sind.
- eine rechteckige Hauptkammer von 1,25 × 1,5 m, deren Begrenzungssteine in 1,4 m Tiefe auf einer horizontalen Bodenplatte ruhen.

Auf der Deckenplatte befindet sich die Gravur eines Schälchens von 8,5 cm Durchmesser und 2,5 cm Tiefe.
Die während der Ausgrabungen von 1923 und 1924 gemachten Funde legen nahe, dass die Anlage in der Bronzezeit nachgenutzt wurde. Die Allée couverte von Ribl ist seit 1940 als Monument historique eingestuft.